# Infernal
Infernal er en dansk dance-popduo bestående af sangerinde og sangskriver Lina Rafn og producer og sangskriver Paw Lagermann. Infernal blev dannet i 1997 af Rafn, Lagermann og dj'en Søren Haahr, og udgav deres eurodance-prægede debutalbum Infernal Affairs i 1998. Albummet blev en kommerciel succes med 80.000 solgte eksemplarer, og indbragte dem en Dansk Grammy. Singlen "Kalinka" (1998), der var bygget over en russisk folkemelodi, blev et stort hit. Ligeledes fik singlerne "Sorti de l'Enfer" (1997) og "Highland Fling" (1998) succes, og var medvirkende til at Infernal blev kendt for at inkorporere sækkepibe i deres musik.
Søren Haahr forlod Infernal i 2001, og kort efter udgav duoen deres andet album Waiting for Daylight, der benyttede etniske instrumenter og percussion med den tysk-inspirerede trancegenre. Albummet blev genudgivet samme år under titlen Muzaik, men begge udgivelser blev relative kommercielle skuffelser. I årene 2005–06 fik Infernal et internationalt gennembrud med hitsinglen "From Paris to Berlin", der var den sjette mest solgte single i Storbritannien i 2006, og blev et top 40-hit i adskillige lande. Albummet af samme navn, From Paris to Berlin, solgte 60.000 eksemplarer i Danmark. På albummet fravalgte Infernal brugen af gimmicks som sækkepibe og mundharpe, og introducerede flere akustiske og rockprægede elementer som guitar og trommer, blandet med en dance- og houselyd.
Efter Lina Rafns medvirken som dommer i X Factor i 2008, udsendte Infernal deres fjerde album, Electric Cabaret, hvor de var inspireret af discomusikken. Albummet solgte 40.000 eksemplarer. Singlen "Downtown Boys" blev et af de største hits i 2008 i Danmark. I slutningen af 2010 udsendte duoen dets femte studiealbum, Fall from Grace, hvor Infernal vendte tilbage til deres musikalske rødder i dancegenren. Albummet modtog guld for 10.000 solgte eksemplarer.
Infernal har også skrevet og produceret for andre kunstnere, bl.a. Musikk featuring John Rock ("Summer Lovin'"), Bent Fabric ("Jukebox"), Sanne Salomonsen ("Miracle") og Line Rømer's "Stop, stop" (fra MGP 2004).

## Historie

### Infernal Affairs,Waiting for DaylightogMuzaik(1996–2002)
Paw Lagermann begyndte at lave musik på en Amiga 500 i 1989, og han mødte Lina Rafn i 1991 da de var henholdsvis 14 og 15 år. Tre år senere blev de kærester i en periode på fire år. Som ung dansede Lina Rafn standard- og latindans på eliteplan, og hun var bl.a. med på Sound of Seductions turné i 1993. I 2008 udtalte Lina Rafn om sit syn på sig selv som sangerinde: "Jeg har aldrig bildt mig ind, at jeg var Celine Dion eller Whitney Houston. Jeg synger til husbehov, men jeg har noget på hjerte."
Infernal blev dannet af Lina Rafn, Paw Lagermann og dj Søren Haahr i 1997. Søren Haahr var dj og arrangerede tema-aftener på natklubben Discotek IN i København, hvor Lina Rafn og Paw Lagermann optrådte som husorkester med et projekt ved navn Bordeaux, der foruden dem selv bestod af Nicolai Villum Jensen og Kristian Paulsen. Under navnet Bordeaux udgav de singlen "Hit Me" i 1996 på pladeselskabet Flex Records, der var startet af Kenneth Bager. På Diskotek IN optrådte Bourdeaux i 1997 til en skotsk temaaften, og til lejligheden komponerede de nummeret "Sorti de L'Enfer" og hyrede sækkepibe-spillere til at optræde med dem på scenen. Sangen blev efterfølgende indspillet, og udgivet som single under navnet Infernal, bestående af Lina Rafn, Paw Lagermann, og Søren Haahr.
Debutalbummet Infernal Affairs udkom i oktober 1998 og opnåede en sjetteplads på hitlisten. I BT modtog albummet fem stjerner, og anmelderen skrev, at det på trods af "ensformige techno-dance-rytmer" indeholdt "masser af gode melodier, der som danse-pop-single-hits, der også kan spilles i radioen, nok skal være en lille håndfuld flere af." Forud for albummet udkom yderligere tre singler: "Highland Fling", hvor der ligeledes blev gjort brug af sækkepiber, og som var den første single med vokal af Lina Rafn; "Kalinka", der var baseret på en russisk folkemelodi, og "Voodoo Cowboy". Alle singler opnåede høje placeringer på den danske hitliste, hvor "Kalinka" var mest succesfuld og opnåede en førsteplads. Albummet modtog senere platin og solgte 80.000 eksemplarer, mens singlerne tilsammen havde solgt mere end 40.000 eksemplarer. Ved Dansk Grammy 1999 modtog gruppen prisen for Årets Danske Upfront Dance Udgivelse for albummet Infernal Affairs.
I 1999 udsendte Infernal remix-albummet Remixed Affairs, der foruden remixes indeholdt to nye numre samt liveversioner. I januar 2001 blev det offentliggjort at Søren Haahr havde forladt Infernal, for at fokusere på sin egen virksomhed. Efter at være blevet reduceret til en duo, udsendte Infernal i april 2001 deres andet studiealbum, Waiting for Daylight. På albummet havde Infernal nedtonet brugen af gimmicks, som karakteriserede debutalbummet, hvilket ifølge Lina Rafn medvirkede til at albummet var "mere strømlinet og meget mere helstøbt". I stedet havde gruppen blandet trance-genren med inspiration fra etnisk musik, ifølge Paw Lagermann: "Vi har altid interesseret os for alt muligt andet musik - så etnisk musik var en god ting at tage fat i for os, blandt andet fordi percussion passer godt ind i vores lydunivers". På albummet medvirker bl.a. den afrikanske sanger Moses Malone og den irakiske sanger Kawkab Hamza, ligesom der bliver brugt instrumenter som darbuka, tabla og saz. Infernal fik bl.a. succes med singlerne "Sunrise" og "Muzaik", hvor førstenævnte brugte temaet fra Dizzy Mizz Lizzy's "Silverflame".
Waiting for Daylight blev af BT beskrevet som værende "for usammenhængende, og sammen med meget mindre vokaler er pop-appellen ikke så insisterende som sidst". Anmelderen kritiserede brugen af afrikanske vokaler og sammenlignede musikken med Enigma. Albummet blev ikke nogen kommerciel succes, og opnåede blot en 32. plads på hitlisten. I 2001 indspillede Infernal også temasangen til Big Brother Live på TvDanmark2, "You Receive Me". Efterfølgende genudgav Infernal Waiting for Daylight under titlen Muzaik. Det nye album indeholdt kortere versioner af sangene fra det forrige album, og tre numre var blevet erstattet af tre nye, heriblandt "You Receive Me". Lydsiden på Muzaik var ifølge Lina Rafn "væsentlig mere udadvendte og opløftende" end det forrige album. Albummet klarede sig en smule bedre på hitlisten, med en debutplacering som nummer 17. Singlen "Muzaik" vandt prisen for Årets danske klubhit ved Danish Music Awards 2002.

### Internationalt gennembrud medFrom Paris to Berlin(2003–2007)
Efter den kommercielle skuffelse med både Waiting for Daylight og Muzaik (2001), overvejede Infernal om de skulle gå i opløsning. De efterfølgende år skrev de bl.a. musik for Bent Fabric, Sanne Salomonsen og Musikk.
I 2003 udgav Infernal en ny version af "Cult of Snap" med den tyske eurodancegruppe Snap!, med titlen "The Cult of Noise". Arbejdet med Infernals tredje studiealbum blev påbegyndt da de sammen med tidligere Infernal-medlem Søren Haahr lavede en coverversion af The Grid's "Swamp Thing" (1994), som de kaldte "Banjo Thing", hvor Søren Haahr lagde vokal til under navnet Red$tar. Singlen opnåede en tredjeplads på hitlisten i 2003. Infernal blev året efter, i 2004, fritstillet fra deres kontrakt med EMI, som de havde været tilknyttet siden 1997.
Den 18. oktober 2004 udkom Infernals reelle tredje studiealbum, From Paris to Berlin på pladeselskabet Border Breakers og deres eget selskab, inf:rec. Albummet bar præg af en mere poppet lyd end tidligere, hvor gruppen blev kendt for deres eurodance-stil. I stedet var albummet bl.a. inspireret af den franske house-genre. Infernal udtalte at albummet var "en hyldest og kærlighedserklæring til en genre, vi elsker i alle dens facetter". Albummet lå udenfor top 40 på hitlisten i 30 uger før albummet opnåede en 40. plads i juli 2005. To år senere, opnåede albummet en førsteplads på hitlisten, og endte med at ligge i top 40 i 55 uger. From Paris to Berlin modtog desuden dobbelt-platin for 60.000 solgte eksemplarer. Albummet blev genudsendt ad flere omgange i Danmark, første gang den 28. november 2005 med fire nye numre (heriblandt singlen "A to the B"), og dernæst i 2007 hvor singlen "I Won't Be Crying" blev tilføjet. Særligt singlen og albummets titelnummer, "From Paris to Berlin", blev et stort hit i Danmark og i udlandet i 2005–06. Nummeret var oprindeligt skrevet af Adam Powers i 1999, og blev derefter omskrevet af Infernal til albummet. Singlen blev udgivet i 35 lande, og blev et top 40-hit i ti lande. Særligt i Storbritannien blev singlen et stort hit, med en placering som nummer to i 2006 på UK Singles Chart. Singlen var desuden den sjette mest solgte i 2006 i Storbritannien, og har solgt 370.000 eksemplarer. "From Paris to Berlin" var ifølge KODA den mest spillede danske sang i udlandet i året 2005, og året efter var det den anden mest spillede.

### Electric Cabaret,Fall from Graceog Paw & Lina (2008–2015)
Lina Rafn var i begyndelsen af 2008 dommer i den første udgave af X Factor på DR1, sammen med Remee og Thomas Blachman. På grund af Lina Rafns medvirken i X Factor blev udgivelsen af gruppens fjerde studiealbum album udskudt. Electric Cabaret udkom den 11. august 2008. Albummets lyd, der er inspireret af discomusikken, har ifølge Lina Rafn "aldrig været så poppet og massivt med så mange lag som nu". Hun har kaldt stilen for "heltedisco" med reference til Pet Shop Boys-nummeret "Go West" (1993). Electric Cabaret blev anmeldt til to ud af seks hjerter i Politiken som skrev: "Bag tykke mure af synthesizere valser Infernal tilbage til firserne med musik, der virker både uglamourøs, umoderne og svær at finde anvendelse."
Electric Cabaret solgte på blot to uger 15.000 eksemplarer, og i 2011 modtog albummet dobbelt-platin for 40.000 solgte eksemplarer. De fik stor succes med de tre singler, "Downtown Boys", "Whenever You Need Me", og "Electric Light" der solgte enten guld eller platin. "Downtown Boys" var ifølge IFPI det femte største hit i Danmark i 2008, baseret på salg, airplay og dj-afspilning. I april 2009 udkom en deluxe-udgave af Electric Cabaret med en live-DVD fra Infernals koncert på Skanderborg Festival 2008.
Infernal udgav deres femte studiealbum, Fall from Grace i september 2010. Albummet var mere dance-præget end forgængeren, og Lina Rafn udtalte om albummet: "Det er dance, som det var tilbage i 2004 og 2005 - bare lidt langsommere". Der er ingen strygere på Fall from Grace, hvilket ifølge Paw Lagermann er for at gøre det "helt simpelt" efter et ønske om at vende "tilbage til rødderne".
Fall from Grace fik generelt negative anmeldelser. Gaffa skrev at albummet var "en flad danceomgang – en lang række numre uden udvikling, uoriginale opbygninger og beats, der irriterer mere, end de insisterer", mens Berlingske kaldte det for "en muteret version af musikken fra halballer og provinsdiskoteker i 1988". Albummet solgte 1850 eksemplarer i de to første uger, og modtog senere guld for 10.000 solgte eksemplarer. Første single fra Fall from Grace, "Love Is All...", blev et download- og radiohit. Sangen modtog guld for 15.000 solgte downloads. Lagermann kaldte i 2017 albummet for "en fadæse langt ind i helvede".
I august 2011 deltog Lina Rafn i TV 2-programmet Toppen af Poppen, hvor hun sammen med kunstnere som bl.a. Søs Fenger, Anne Linnet, og Rasmus Nøhr skulle fortolke hinandens sange. Fortolkningerne blev i oktober 2011 udsendt på albummet Toppen af Poppen 2, som modtog platin for 20.000 solgte eksemplarer.
Infernal udgav i september 2013 live-EP'en Put Your F**king Hands Up med optagelser fra Smukfest.
I 2012 udgav de sangen "Stolt af mig selv?" under navnet Paw & Lina, som er et dansksproget sideprojekt til Infernal. Det opnåede en ottendeplads på Tracklisten. Singlen modtog i maj 2013 guld for streaming. I august 2014 udgav de yderligere EP'en Her er Paw&Lina. Lina Rafn begyndte at skrive tekster på dansk efter hun havde medvirket i Toppen af Poppen. Ifølge Lina Rafn er projektet mere velovervejet end da Infernal begyndte: "Nu vil Paw og jeg finde vores egne ben, og det kan vi kun gøre uden for Infernal. På den måde kan Infernal også blive mere rendyrket i fremtiden."
Infernal udsendte den 10. december 2016 singlen "Hurricane", som er gruppens første single i fire år. Den er inspireret af tropical house-lyden. Den 14. april 2017 udkom singlen "Weightless", der er baseret på nummeret "The Lonely One" (2000) med Alice Deejay. For første gang siden "Electric Light" (2008) har Infernal afveget fra at bruge synth-bas, og har i stedet brugt "håndspillet" bas, ligesom sangen indeholder en trompet-solo.

### Sangskrivning og singler (2016–nu)
Infernal var med til at producere "Flying on My Own" til den canadiske sangerinde Céline Dions album Courage (2019). Infernal udgav i maj 2020 singlen "We Luv", der er den officielle sang til Vi Elsker-koncerterne. I august 2020 udgav Infernal "Maria Magdalena", som er en coverversion af Sandras hit fra 1985. Sangen blev oprindeligt fremført af Lina Rafn i DR1-programmet Sommertogtet.

## Diskografi
- Infernal Affairs
- Waiting for Daylight
- Infernal Affairs (1998)
- Waiting for Daylight (2001)
- Muzaik (2001)
- From Paris to Berlin (2004)
- Electric Cabaret (2008)
- Fall from Grace (2010)
- HORMESIS (2022)

## Udvalgte priser og nomineringer
| Year | Award                  | Category                                              | Nominated work         | Result    |
| ---- | ---------------------- | ----------------------------------------------------- | ---------------------- | --------- |
| 2002 | Danish DeeJay Award    | Danish Club Hit of the Year                           | "Muzaik"               | Nomineret |
| 2002 | Danish DeeJay Award    | Danish Artist of the Year                             |                        | Vundet    |
| 2002 | Danish DeeJay Award    | Danish Performer of the Year                          |                        | Vundet    |
| 2002 | Danish DeeJay Award    | Danish Album of the Year                              | Muzaik                 | Nomineret |
| 2005 | Danish DeeJay Award    | Danish Artist of the Year                             |                        | Vundet    |
| 2005 | Danish DeeJay Award    | Danish Album of the Year                              | From Paris to Berlin   | Nomineret |
| 2005 | Danish DeeJay Award    | Danish DeeJay Favourite of the Year                   | "From Paris to Berlin" | Vundet    |
| 2005 | Danish DeeJay Award    | Danish Club Hit of the Year (The Dancechart.dk Award) | "From Paris to Berlin" | Nomineret |
| 2006 | Danish DeeJay Award    | Danish Artist of the Year                             |                        | Nomineret |
| 2006 | Danish DeeJay Award    | Danish DeeJay Favourite of the Year                   | "Keen on Disco"        | Nomineret |
| 2006 | Danish DeeJay Award    | Danish Club Hit of the Year (The Dancechart.dk Award) | "Keen on Disco"        | Vundet    |
| 2007 | Danish DeeJay Award    | Danish Artist of the Year                             |                        | Nomineret |
| 2007 | Danish DeeJay Award    | Danish Club Hit of the Year (The Dancechart.dk Award) | "Ten Miles"            | Nomineret |
| 2008 | Danish DeeJay Award    | The Voice Award                                       | "I Won't Be Crying"    | Nomineret |
| 2008 | Danish DeeJay Award    | Danish Club Hit of the Year (The Dancechart.dk Award) | "I Won't Be Crying"    | Nomineret |
| 2009 | Danish DeeJay Award    | The Voice Award                                       | "Downtown Boys"        | Nomineret |
| 2009 | Danish DeeJay Award    | Danish Club Hit of the Year (The Dancechart.dk Award) | "Downtown Boys"        | Nomineret |
| 2009 | Danish DeeJay Award    | Danish Album of the Year                              | Electric Cabaret       | Nomineret |
| 1999 | Danish Grammy Award    | Danish Upfront Dance Release of the Year              | Infernal Affairs       | Vundet    |
| 2002 | Danish Music Award     | Danish Club Hit of the Year                           | "Muzaik"               | Vundet    |
| 2008 | MTV Europe Music Award | Best Danish Act                                       |                        | Nomineret |
| 2006 | P3 Guld                | P3 Lytterhittet (Listener's Award)                    | "Ten Miles"            | Nomineret |
| 2006 | P3 Guld                | P3 Respekten (Respect Award)                          |                        | Nomineret |